# Mário Rino Sivieri
Mário Rino Sivieri (* 15. April 1942 in Castelmassa, Provinz Rovigo; † 3. Juni 2020 in Aracaju, Brasilien) war ein italienischer Geistlicher und römisch-katholischer Bischof von Propriá.

## Leben
Mário Rino Sivieri empfing nach seiner theologischen Ausbildung am 3. Juli 1966 durch Papst Paul VI. das Sakrament der Priesterweihe für das Bistum Biella. Seit 1968 war er als Seelsorger im brasilianischen Bundesstaat Sergipe tätig und leitete die Nationale Kampagne für Gemeinschaftsschulen (CNEC). Er engagierte sich für die Betreuung und Fürsorge von Drogenabhängigen und gründete die Fazenda da Esperança in Lagarto, eine Organisation, die heute in 24 Ländern mit 146 Einrichtungen tätig ist und 3.500 jungen Menschen beim Drogenentzug hilft. Mehrere soziale Projekte folgten. Er war zwischen 1961 und 1997 als Pfarrer in der Kirche Nossa Senhora da Piedade in Lagarto tätig.
Am 18. März 1997 ernannte ihn Papst Johannes Paul II. zum Bischof von Propriá. Der Bischof von Estância, Hildebrando Mendes Costa, spendete ihm in der Kathedrale von Propriá am 25. Mai desselben Jahres die Bischofsweihe; Mitkonsekratoren waren der Koadjutorerzbischof von Aracaju, José Palmeira Lessa, und der Bischof von Paulo Afonso, Mário Zanetta. Als bischöfliches Motto übernahm er «Ominium Servus» (Diener aller).
Am 25. Oktober 2017 nahm Papst Franziskus Sivieris Rücktrittsgesuch an. Sivieri lebte anschließend auf der Fazenda da Esperança. Der eingebürgerte Brasilianer, bekannt als Dom Mário, starb im Juni 2020 im Alter von 78 Jahren an den Folgen einer Erysipel-Infektion mit dem Hintergrund seiner Diabetes-Erkrankung sowie eines Schlaganfalls im Krankenhaus von Aracaju.

## Ehrungen
Am 12. Dezember 2016 wurde Bischof Mário Rino Sivieri vom Regionalparlament des Bundesstaates Sergipe geehrt und erhielt die Menschenrechtsmedaille „Dom José Vicente Távora“ als Anerkennung für sein Engagement für das Leben der Ärmsten, insbesondere der Jugend.